# 李适
李适（り かつ、イ・グァル、1587年 – 1624年2月14日）は、李氏朝鮮時代の武臣。字は白圭。本貫は固城。

## 人物
宣祖の代に武科に及第し、刑曹佐郎、泰安郡守などを歴任した。1623年、西人派が武力で光海君を倒し、仁祖を擁立し（仁祖反正）、平安道兵使兼副元帥に就任したが誣告を受け、論功行賞に不満を持ったことから、翌年に李适の乱を起こして首都漢城(現ソウル)を占領、宣祖の第10子を国王に擁立した。この時の反乱軍には文禄・慶長の役で降伏した倭虜も多く含まれていた。李适は一か月後に敗れて殺害されたが、反乱軍の一部は後金に逃れて仁祖即位の不当を訴えたため、1627年の丁卯胡乱の口実を与えることとなった。